# Легенда за удар с нож в гърба
Легендата за удар с нож в гърба (на немски: Dolchstoßlegende) е конспиративна теория, разпространена сред десницата в Германия след Първата световна война, според която страната не губи войната на бойното поле, а в резултат на измяна в тила, най-вече от страна на политиците с републикански възгледи, в частност евреите сред тях. Историците в Германия и извън нея единодушно отхвърлят тази теория, отчитайки тежката за германците военна ситуация на Западния фронт в края на 1918 година.